# 高木和男
高木 和男（たかぎ かずお、1909年3月2日 - 2004年5月26日）は、日本の労働栄養学者。

## 略歴
東京府東京市深川区（現東京都江東区）木場出身。旧制湘南中学（現神奈川県立湘南高等学校）卒、横浜高等工業学校応用化学科（現横浜国立大学）卒、1953年新潟大学医学博士。管理栄養士。東京市衛生試験所、労働科学研究所（労働栄養学研究部長）、立正女子大学教授、相模女子大学教授、東京栄養食糧専門学校校長を務めた。民主栄養協会に属し、マルクス主義的な立場から労働者の栄養について研究した。

## 人物
もともと病弱であった高木は家族の勧めで1918年（大正7年）東京から神奈川県高座郡藤沢町（現・藤沢市）鵠沼海岸にて療養を始めた。当初は短期の滞在であったが、1920年（大正9年）には転居し、以来晩年まで同地で暮らすこととなった。幼少期の体験から栄養学を志した高木は、栄養士の立場から労働者に食事の重要性を説いた。
持病の克服に成功した高木は長寿に恵まれ、晩年は地元の文化活動にも注力した。1999年、鵠沼海岸に高木和平記念館を開館、翌2000年には同館を拠点にNPO法人湘南栄養指導センターを発足させた。2019年現在も、遺志を継いだ栄養士による指導などを行っている。
2014年3月に妻に先立たれた高木は後を追うように同年5月に没した。（享年95）高木の邸宅は遺言により藤沢市に寄贈され、「高木ふれあい荘」として福祉サービスの拠点となっている。

## エピソード
1926年10月、当時高等工業学校生だった高木は鵠沼海岸で蜃気楼現象の撮影に成功し、複数の新聞がこれを取り上げ話題となった。この時の模様は自著『鵠沼海岸百年の歴史』に詳しい。
噂を聞きつけ海岸を訪れた見物客の一人に芥川龍之介がいた。当時鵠沼海岸に存在した旅館東屋に滞在していた芥川は、この時の様子から着想した短編『蜃気楼』を執筆した。

## 著書
- 『栄養知識発達史』山雅房 1944
- 『調理科学の理論』河出書房 1947
- 『調理科学の実際』河出書房 1947
- 『栄養学概史 (栄養・食糧叢書)』第一出版 1953
- 『労働と栄養』雄山閣 1953
- 『栄養士のための統計と調査法』医歯薬出版 1958
- 『労働栄養学』第一出版 1964
- 『栄養学話の泉』第一出版 1968
- 『給食管理のすべて』労働科学叢書 労働科学研究所出版部, 1970
- 『社会栄養学』(労働科学叢書）労働科学研究所 1976
- 『食と栄養学の社会史』科学資料研究センター 1978
- 『栄養講話 栄養学を実践するために 増補改訂』第一出版 1979
- 『労働栄養学総説』第一出版 1979
- 『働くものの栄養学』(新日本新書) 新日本出版社 1980
- 『鵠沼海岸百年の歴史』菜根出版 1981
- 『「食」からみたヤマタイ国の成立』菜根出版 1984
- 『食からみた日本史』芽ばえ社 1986-87
- 『高木博士のアレルギー抵抗記 克服ののちに得たゆとり』芽ばえ社 1989
- 『新展開人の栄養 栄養生理学の新しい展開』芽ばえ社 1989
- 『食からみた日本史 現代編』芽ばえ社 1991
- 『踏み拓いた峠道 葉山又三郎とふゆ子の記録』菜根出版 1993
- 『食からみた日本史 完本』芽ばえ社 1997
- 『読みもの唯物弁証法』芽ばえ社 1999
- 『58歳からの栄養学 私の経験』芽ばえ社 1999

### 共著編
- 『調理学』児玉定子共著 柴田書店 1956
- 『調理学実験法』共著 柴田書店 1957
- 『栄養管理要項 栄養とその生理』沼尻幸吉共著.(労働科学叢書)労働科学研究所 1959
- 『栄養士のための栄養効果判定法』増田富江共著 医歯薬出版 1961
- 『栄養指導のための調査・統計と効果判定法』増田富江,望月英男共著 医歯薬出版 1965
- 『集団給食の理論と実際』共著. 第一出版 1965
- 『現代の栄養学』大木幸介共著 南江堂 1969
- 『栄養指導の科学 公衆栄養を展望して』共著. 医歯薬出版 1976
- 『集団給食管理』編 同文書院 1978
- 『OA化時代の食生活 静かなる労働と栄養』編著 (食と健康を考えるシリーズ 芽ばえ社 1985
- 『健康と食生活』編 (新日本新書) 新日本出版社 1986
- 『調理学総説』編著 第一出版 1986
- 『子どものアレルギーは自分でなおす むずかしいアレルギーのやさしいレッスン』城谷正雄共著 草土文化 1988
- 『燃えた栄養士の仲間 思い出の民主栄養協会』編. 高木和男, 1991
- 『給食管理実習書 第5版』共編 学建書院 1995